# 不戦勝 (相撲)
大相撲における不戦勝（ふせんしょう）は、対戦相手が休場や引退などで取組不能状態になったときに与えられる勝星をいう。不戦勝ちともいう。対戦相手は不戦敗（ふせんぱい）になる。新聞・ネットなど（相撲協会発行のもの以外）の星取表では白い四角（□、不戦敗は■）で表示されることが一般的であるが、一部新聞などでは白い三角（△、不戦敗は▲）を用いる。また、不戦勝は力士の出場回数に含まれるが、関取の地位での不戦敗は出場回数に含まれない（休場に含まれる）ため、不戦敗のある力士の勝敗数の合計は、通算出場回数に一致しない。

## 解説
大正時代までは、対戦相手が決まってからの突然の休場は、出場する力士も同じく休場という扱いになっていた。しかし、優勝制度が定着していく中で、自分に非がないのに休場にされて損をすることはあまりにもおかしいという意見が出てきた。そこで、1926年（大正15年）、大坂相撲との東西合同を前にした、力量審査のための合併相撲の際に試験的に適用された。本場所での採用は昭和時代になってからで、1927年（昭和2年）5月場所から実施された。
途中棄権による不戦敗制度が一足早く幕内で適用された。1926年1月場所10日目、前頭6枚目白岩は同8枚目大蛇山と対戦し大熱戦の末取り直しとなるが、極度の疲労のため棄権して負けとなり、不戦敗の幕内適用第1号となった（大蛇山には不戦勝が記録された）。
しかし、不戦勝については当時の大日本相撲協会は外部向けに不戦勝制度は公表しておらず、しかも10日目、千秋楽の一部にしか適用していなかったため、全般的に制度を徹底していなかった。なおかつ勝ち力士も土俵に上がらず、勝ち名乗りも受けないというシステムであった。1927年10月場所、横綱常ノ花は千秋楽の対戦相手、横綱宮城山が休場したため、史上初の不戦勝を含む優勝力士となった。不戦勝がない同点成績（10勝1敗）の大関能代潟をおさえて優勝（常ノ花が上位のため）したが、問題にはならなかった。
ところが、翌1928年（昭和3年）1月場所で、前頭13枚目三杦磯が健闘して10勝1敗の好成績をあげたが、同点の大関常陸岩に優勝をさらわれた。その常陸岩の10勝の中に不戦勝（10日目、横綱3代西ノ海から）があったことから問題がこじれた。
これを機に翌3月場所初日より不戦勝制度を全力士に適用し、不戦勝は正規の勝ちであることを徹底し、勝ち名乗りも上げることに定められた。
また、勝ち名乗りを受けなければ不戦勝はつかないことになっている。その際に土俵に上がらなかった場合や、対戦予定の両者が共に休場（もしくは引退）した場合は、両者が不戦敗となる。この「両者不戦敗」についての詳細は本記事の#両者不戦敗を参照。
不戦勝となった取組では、不戦勝となった力士が勝ち名乗りを受ける前に、呼出が「不戦勝」と書かれた垂れ幕を掲示する。終戦直後の時代には、進駐軍兵士やMPも観客の中に見られ、「不戦勝」と書かれた垂れ幕には、進駐軍向けに英文で「MATCH WON THROUGH FORFEIT」と書き足された。
なお、横綱が休場して平幕力士が不戦勝を得た場合は、金星とはしないことになっている。また、下位力士の取組では、相手が交通事情などで遅刻して不戦勝を得るケースが稀にある。
力士が場所途中の出場期間中に引退する場合、実際に取った最後の一番の翌日の相撲は多くの場合不戦敗となるが、その日以降は休場とは扱われず、星取表も記録されない。休場中に引退した場合は、星取表の「や」の印がそこで途切れる形となる。琴欧洲や琴奨菊、照ノ富士のように、休場届を出して休場し、その翌日に引退届を提出したため、星取表に「や」の印が付かず、星取表上出場期間中に休場届を提出せず引退したケースと区別が付かなくなったケースもあり、また珍しいケースでは玉春日が2008年9月場所の千秋楽に引退を表明した際、審判部に割から抜いてもらうことを願い出て「不戦敗なしの引退」となったケースもある。
2020年5月場所まで関取は場内アナウンスで休場理由が発表されていたが、幕下以下は理由にかかわらず「（力士の四股名）、病気休場のため（対戦予定だった相手力士の四股名）の不戦勝であります。」とアナウンスされていた(2020年7月場所以降は十両以上でも病気休場で統一)。ただし、2018年1月場所に大砂嵐が無免許運転の疑いで摘発されて休場した際、休場理由はアナウンスされなかった（単に「大砂嵐、本日より休場」とアナウンスされた）。
2021年1月場所以降は関取・幕下以下を問わず休場の場合は休場理由を発表せず単に「（力士の四股名）、本日より休場。」、引退の場合は「（力士の四股名）、本日引退（しました）。」とアナウンスし、そのあと「したがって、（対戦予定だった相手力士の四股名）の不戦勝であります。」と続く。
結びの一番の取組に不戦勝があった場合は結び前の取組と入れ替えで不戦勝の勝ち名乗りを行う。千秋楽のこれより三役の取組に不戦勝があった場合は繰り上げて不戦勝の勝ち名乗りを行い、その後に三役揃い踏みと残り3番を行う。
2019年（令和元年）9月場所において、玉鷲が12回目の不戦勝を記録し、元関脇出羽錦の11回を抜いて幕内における不戦勝の最多を更新した。また不戦敗の最多は元大関魁皇の15回。
優勝決定戦においては、最初の出場者数あるいは途中の勝ち残りの人数が5人以上の奇数になった場合、くじ引きで○を引いた者が対戦相手なしで不戦勝となるが、この場合勝ち名乗りは行われない。また、出場予定の力士が本割後に急な怪我などで優勝決定戦に出場できなくなり不戦敗になった例は幕内ではないが、1984年1月場所の三段目で膝の怪我のため幕内から下がった騏乃嵐和稔が大事を取って優勝決定戦を棄権し富士ヶ嶽が不戦勝で優勝した例がある。なお、相星決戦や優勝決定戦が両者不戦敗になった際の優勝の取扱いについては、正式な規定がないため不明である。
幕内の取組は初日と二日目の分は初日の前々日にまとめて作られる。そのため初日の取組前に急な休場が出た場合2日連続の不戦敗を避けるために二日目の取組の割返しが行われる。また三日目以降の分は前日の午前中に作られるため、休場届けの提出が午後になるなど遅れた場合に割返しが行われることがある。十両の取組は当日の十両取組が全部終わってから翌日分が作られるため、十両取組の前半に大怪我などをして直後に翌日の休場届けが出された場合翌日の十両取組から外れ不戦敗なしの途中休場となるケースがある。
幕内で不戦勝が発生した場合、時には懸賞がついている場合もあるが、不戦勝の場合は勝ち名乗りを受けても懸賞は貰えない。付いている懸賞についてはスポンサーの意向に沿って取りやめ、あるいは別の取組への振り替えを行うことになる。例として、2015年（平成27年）5月場所中日の白鵬と大砂嵐の取組には40本の懸賞が懸けられていたが、大砂嵐の休場に伴って白鵬の不戦勝となったため、17本が取りやめ、23本は他の4番に振り替えが行われた。割返しの際にも懸賞の取りやめや振り替えが行われる。
相撲協会発行の星取表では通常の白星・黒星と不戦勝・不戦敗の区別がなされておらず、決まり手欄に「不」と記載されるのみであるが、幕下以下（幕下以下成績表）においては成績表に決まり手が掲載されないため、不戦勝・不戦敗を判別する手段がない。よって力士の通算出場回数には幕下以下での不戦敗が含まれている場合がある。例えば旭天鵬は序二段時代の1993年5月場所中日に不戦敗を記録しており、厳密な意味での通算出場回数は1870回だが、引退時のマスコミ報道ではこの不戦敗を含んだ1871回として発表されている。
不戦勝によって勝ち越しが決定した場合はアナウンサーからインタビューを受けることがあるが（主に幕内下位の力士）、横綱や大関の休場や引退で対戦予定だった関脇以下の力士が不戦勝を得てもインタビューは受けない。
不戦勝の取組の場合、その取組を裁く予定だった行司は、土俵に上がった当該力士に不戦勝の勝ち名乗りを与えるのみとなり、呼出もその取組の呼び上げは行わない。行司・呼出がその日に担当する（裁く・呼び上げる）予定であった取組全てが一方の休場または引退・他方の不戦勝となった場合は、当該行司は実際の取組を裁かず不戦勝の勝ち名乗りを与えたのみで一日を終えることになり、当該呼出も呼び上げの出番なく一日を終えることになる。

## 不戦敗を記録した優勝力士
優勝制度が設けられて以後、不戦敗（途中休場を含む）を記録した優勝力士として、横綱輪島と横綱千代の富士の2人がいる。
1973年（昭和48年）11月場所12日目、全勝を守ってきた輪島は大関貴ノ花戦で右手の人差し指と中指の間を6針縫う裂傷を負い（勝負は輪島の勝ち）、翌13日目に横綱北の富士戦で敗れたが、3敗で追っていた横綱琴櫻が貴ノ花に敗れ4敗となったため、4回目の優勝が決定。しかし翌14日目より休場（不戦敗）となり千秋楽には表彰式のみ土俵に上がった（成績は12勝2敗1休（12勝3敗相当））。関取では星取表に「や」を含む史上唯一の優勝である。
千代の富士は1989年（平成元年）3月場所で、14日目に横綱・大乃国を強引な上手投げで破り14戦全勝で27回目の優勝を決めたものの、この一番で左肩を脱臼してしまったため、千秋楽の大関・旭富士との取組は不戦敗・休場となり、14勝1敗（不戦敗）での優勝となった。千代の富士も千秋楽の表彰式には出席し、左腕を固定しながら天皇賜杯を受け取った。この時は片腕で賜杯を受け取りやすいように、審判委員の武蔵川親方（第57代横綱・三重ノ海）が付き添う形での表彰式となった。翌5月場所では師匠の九重が、同場所初日から全休した千代の富士に代わって賜杯を返還した。
逆に不戦勝を得て優勝が決まった例も少ない。

## エピソード
- 1954年（昭和29年）5月場所、新入幕の前頭20枚目若前田は急性虫垂炎を注射で抑えて12日目に勝ち越し。勝ち越しを見越して12日目朝にあらかじめ13日目以降の休場届けを出していたため、不戦敗なしで途中休場するというエピソードがあった。また1962年（昭和37年）9月場所10日目ここまで2勝7敗の大関琴ヶ濱は横綱柏戸戦を休場する予定だったが、関脇出羽錦がこの日から休場して相手の横綱大鵬が不戦勝となり横綱2人とも不戦勝では観客が納得しないからと出場して寄り切りで敗れ翌日から不戦敗なしで休場。これが琴ヶ濱の現役最後の一番となった。
- 1962年（昭和37年）11月場所6日目、十両の若浪－高錦戦、逆鉾－宮ノ花戦、吉ノ岩－沢光戦と、1日に3番の不戦勝を記録した（いずれも左側の力士が不戦勝）。前例として1938年（昭和13年）5月場所、十両において同様の記録があるが、特にこの時は3番連続不戦勝（雲仙嶽―八幡錦、陸錦―朝明山、大八洲―国光）という珍記録である。ちなみに十両では少ないといわれる不戦勝の1場所における記録は1959年（昭和34年）5月場所の5番が最多である。
- 1978年（昭和53年）5月場所千秋楽、序二段の富士ノ浦－川村戦。交通機関のトラブルのため富士ノ浦が取組に遅刻したが、相手の川村が病気で休場したため、両者不戦敗となった[3]。遅刻で不戦敗となった前例は、1959年5月場所千秋楽、十両の一番吉井山－大鵬戦。吉井山は14日目取組後、後援者と一緒に晩遅くまで飲酒し泥酔。翌日、千秋楽と知らされ急いで国技館へ向かったものの、すでに新十両大鵬の不戦勝が決まり、吉井山は不戦敗。吉井山は前日まで7勝7敗だったが、相撲を取らず負け越しが決まった。
- これも遅刻ではあるが1996年（平成8年）1月場所6日目、三段目の土俵で支度部屋で昼寝をしていて取組に間に合わず、相手力士が不戦勝になるという珍事が起きた。島虎－羽黒郷戦で、羽黒郷が土俵に上がったが相手がいない。呼出が慌てて花道の奥まで島虎を探しに行ったが、すでに手遅れ。勝負審判の湊親方（当時、元小結・豊山）が裁定を下し、土俵上で「不戦勝」の垂れ幕が出され、羽黒郷に勝ち名乗りが上げられた。島虎は風邪をひいていたこともあり、風邪薬の副作用の影響からか出番前につい居眠り。呼び出しに起こされ慌てて土俵に走ったが、すでに不戦敗が決まった後だった。
- 1999年（平成11年）3月場所11日目、結び前の前頭3枚目寺尾－大関千代大海戦と、結びの前頭5枚目栃乃洋－横綱貴乃花戦では、千代大海と貴乃花がそれぞれ途中休場を表明したため、寺尾と栃乃洋が不戦勝となった。このうち栃乃洋は、前日の10日目より途中休場した横綱3代若乃花にも不戦勝を記録しており、史上初めて2日連続で横綱からの不戦勝によって勝ち越しを決めるという珍記録を作った。また同年9月場所でも前頭筆頭の玉春日が3日目貴乃花、4日目曙と2日連続横綱からの不戦勝を記録している。
- 2000年（平成12年）9月場所、十両の大碇は8日目に琴錦が、13日目に水戸泉が引退したことにより、1928年（昭和3年）3月場所よりすべての力士に不戦勝が適用されて以来、史上初めて同一力士による十両での1場所2不戦勝の記録が生まれた。この記録は幕内ではかなり前例がみられるが、元々十両の不戦勝は幕内にくらべて非常に少ない（しかも、同場所で2度も対戦相手の引退によって不戦勝を得るケースは、幕内を含めても極めて珍しいことである）。人数が幕内より少ない上、負傷などで取組終了後に早めに休場届を提出すれば取組編成に間に合い不戦敗を避ける事ができるなど、いろいろな原因があると思われる。
- 2002年（平成14年）5月場所で、当時十両の春日錦は1場所に3度も（11日目に春ノ山が、13日目に玉力道が、千秋楽に駒光がいずれも負傷休場したことによって）不戦勝を得るという、極めて幸運な記録を作っている（しかも、この場所は2個目の不戦勝で勝ち越しを決めている）。また、彼は幕内に昇進した翌2003年（平成15年）の11月場所（前頭9枚目）でも、1場所に2度の（8日目に前頭15枚目玉力道が、10日目に同12枚目琴ノ若が負傷休場したことによる）不戦勝を得ている。また、2022年（令和4年）7月場所では、前頭17枚目の錦富士が1場所に3度の（9日目に一山本が、13日目に翔猿が、千秋楽に北勝富士がいずれも2019新型コロナウイルス感染者との接触の可能性もしくは感染のため休場したことによって）不戦勝を得ている。錦富士は千秋楽の不戦勝により敢闘賞を獲得した。
- 2003年（平成15年）9月場所、序ノ口の西原(39枚目)－孝の国(40枚目)戦で、両者がそれぞれ本来とは逆の花道に待機していたが双方とも気付かなかった。出番直前になり西原が兄弟子から指摘され間違いに気付き慌てて裏の通路を走って反対側に移動したが時間内に間に合わず、間違いに気付かないまま逆の花道から土俵に上がってしまった孝の国が不戦勝となった。
- 2005年（平成17年）5月場所7日目、十両の琴春日－五城楼戦。同体で物言いがつき、いったん五城楼に軍配が挙がったものの取り直しとなった。しかし五城楼は右膝を負傷してしまい、取り直しの相撲を辞退したため琴春日の不戦勝、五城楼の不戦敗となった（かつてこのようなケースは両力士に「痛み分け」の判定だった）。すでに翌8日目の春ノ山戦が組まれていたため、この日から休場となった五城楼は2日連続の不戦敗となった。同様な前例としては、1989年9月場所の前頭3枚目富士乃真以来の珍事となった。
- 2009年（平成21年）7月場所13日目、十両の白乃波－若の里戦で白乃波が敗れた際、右足の関節を脱臼骨折し翌日より休場となったが、この日の十両取組13番のうち前から7番目で翌日の十両取組編成前に休場届けを出すことができたため翌14日目は不戦敗にならなかった。
- 2009年11月場所11日目、大関千代大海が前日の10日目に2場所連続負け越しにより関脇への陥落決定後、途中休場を表明し不戦敗。その不戦勝の相手は大関琴光喜であったが、琴光喜は前の同年9月場所11日目にも不戦勝を記録しており、この時も不戦敗の相手が同じ千代大海だった。2場所連続で同一相手に不戦勝を記録したケースは、1948年（昭和23年）5月場所・同年10月場所・翌1949年（昭和24年）1月場所と、関脇力道山が横綱前田山相手に3場所連続で不戦勝を記録して以来、大相撲史上60年ぶりの珍事である。また1958年（昭和33年）に年6場所制になってからは、史上初の出来事であった。
- 2011年（平成23年）5月場所（技量審査場所）、幕下の北皇が3番目の対貴ノ岩と、4番目対坂口の両取組で2番連続の不戦勝を記録した。2番とも相手方の負傷によるもので、15日間で7番相撲の幕下以下では異例の珍記録である。
- 2011年7月場所7日目、幕下の若龍勢－宇映戦で同体物言いとなったが、宇映が若龍勢に土俵際でうっちゃられ倒れたときに土俵に後頭部を強打、脳震盪を起こし立ち上がれなかったため、協議の上取り直しとなるところ宇映の不戦敗となった。
- 2012年（平成24年）5月場所千秋楽、大関琴欧洲が右足靭帯損傷のため千秋楽を休場。当日の対戦相手は、3敗で優勝を争っていた前頭4枚目栃煌山で、不戦勝によって優勝決定戦出場権が確定、横綱白鵬ら4敗力士の優勝が消滅する形になった。琴欧洲の休場届提出が前日14日目の取組終了後に行われておれば、割り返しが行われた可能性も有ったため、琴欧洲と師匠佐渡ヶ嶽（元関脇琴ノ若）の対応に批判が出た。なお結果的に、栃煌山は同じ3敗の前頭7枚目旭天鵬と史上初平幕同士の優勝決定戦で対戦して敗退、平幕優勝を逃している。千秋楽に優勝に関わる相撲が不戦勝・不戦敗となった例は、他に1956年9月場所の栃錦－若乃花戦がある（若乃花が不戦敗で2敗1休となり、1敗の鏡里の優勝が決定）。
- 2012年11月場所9日目、幕内の取組で1人（大関稀勢の里）、十両の取組で3人（里山、大喜鵬、宝富士）と十両以上の1日の取組で不戦勝が4人の記録は、1場所15日制（1949年）以降では初めて。また、この時宝富士に不戦勝を与えた琴禮は14日目から再出場をしたが、この日の対戦相手政風が休場したため、琴禮は再出場初日に不戦勝がついた。同様の記録は2003年5月場所13日目、同じく十両の栃栄以来で、場所途中に休場をしてから再出場した初日に不戦勝（相手は出羽乃富士）となったのは9年ぶり史上2度目。
- 2015年（平成27年）1月場所10日目、幕内で千代鳳が対戦相手（常幸龍）の休場により不戦勝を得た。この場所は千代鳳自身もインフルエンザA型のため2日目から4日目まで休場し、2日目は不戦敗となっていたため、幕内では1961年（昭和36年）7月場所の出羽錦以来54年ぶりとなる、再出場後の不戦勝となった。
- 2018年（平成30年）7月場所、前頭2枚目の千代の国は4日目横綱白鵬と6日目横綱鶴竜の休場により、2横綱からの19年ぶりの不戦勝を上げた。
- 2018年9月場所、前頭11枚目の旭大星は4日目に休場、9日目から再出場したが、11日目から再休場した。十両以上で1場所で2つの不戦敗は、2011年9月場所で6日目に休場、中日から再出場するが、10日目に再休場した十両華王錦以来だった。
- 2019年（平成31年）1月場所、前頭2枚目の北勝富士は、6日目に横綱鶴竜と7日目に小結御嶽海の休場により、前述した1999年9月場所の玉春日以来20年ぶりとなる2日連続の不戦勝を記録した[4]。なお、この幸運により彼はこの場所を9勝6敗と勝ち越しを決め、翌3月場所で新三役昇進（西小結）を果たしている。
- 2019年（令和元年）9月場所、前頭4枚目の玉鷲は、5日目に前頭2枚目逸ノ城、中日に横綱鶴竜の休場により、2019年（平成31年）1月場所の北勝富士以来4場所振りの1場所に不戦勝2回を記録した。これで玉鷲は歴代1位となる12個の不戦勝獲得数となった。
- 2021年（令和3年）1月場所、十両8枚目の剣翔は不戦勝で12勝3敗とし、十両優勝が決まった。千秋楽に対戦予定だった勢が左親指の骨折脱臼で休場したためで[5]、千秋楽の不戦勝で優勝が決定するのは1927年（昭和2年）10月場所の常ノ花（この時は幕内最高優勝）以来、約94年ぶりの珍事である[6]。
- 2021年1月場所10日目、幕下の湘南乃海－朝玉勢戦で立合い不成立となった際に両力士の頭がぶつかり、湘南乃海が脳震盪のような症状を起こしたが、審判委員の協議と本人が続行の意思を示したため取組が行われたことが問題視された。審判規則には競技中の負傷に関する規定は存在するものの、立合い成立前の負傷や体調悪化に関する規定はなかったため、場所後の28日に開かれた理事会で力士が立合い前に相撲が取れる状態ではないと審判委員が認めた場合は協議の上その力士を不戦敗とすることができるという審判規則の項目の追加が行われた[7]。
- 2022年7月場所13日目は、追手風部屋・片男波部屋・伊勢ノ海部屋で新型コロナウイルス感染症に罹患した力士が判明したことから部屋の全力士が休場となり、中入り後の取り組み18番中7番が不戦となり、途中5番連続で不戦勝の勝ち名乗りを受けるという異様な光景が見られた[8]。

## 両者不戦敗
不戦勝を得るはずだった力士が土俵に上がらなかった場合や、対戦予定の両者が共に休場（もしくは引退）した場合は、両者が不戦敗となる。この「両者不戦敗」はかなり珍しいケースであるが、過去には次の事例がある。
- 1939年（昭和14年）1月場所11日目　幕内　前頭筆頭：磐石－大関：鏡岩
  - 水入り二番後取り直しの大相撲になったとき、棄権の申し出をした鏡岩に対して、磐石も不戦勝を承諾せず、両者棄権となって不戦敗が記録された。
- 1978年（昭和53年）5月場所千秋楽　序二段　富士ノ浦－川村
  - 詳細は#エピソードを参照。
- 1985年（昭和60年）3月場所初日　序ノ口　星泉－大草
  - 両者それぞれ腹痛を起こしてしまい、両者とも土俵に上がれず、不戦敗となった[3]。
- 1993年（平成5年）1月場所6日目　序ノ口　矢神－小田川
- 1995年（平成7年）3月場所2日目　序ノ口　矢風－沖ノ石
  - 沖ノ石が休場し、矢風が廃業したことによる[3]。
- 2022年（令和4年）7月場所12日目　三段目　琴ノ藤－小原
- 2022年（令和4年）7月場所12日目　幕下　魁郷－琴大樹
  - 以上2番については、4力士が所属する佐渡ヶ嶽部屋と浅香山部屋で新型コロナウイルスに罹患した力士が判明したため休場となったことにより、全員不戦敗が記録された[3]。